# Maierhöfen (Gemeinde Gaming)
Maierhöfen ist ein Ort in der niederösterreichischen Marktgemeinde Gaming im Bezirk Scheibbs am Westfuß des Ötschers. Der Ort liegt in den Katastralgemeinden Lackenhof und Polzberg an der Mündung des Lackenbaches in die Ybbs.

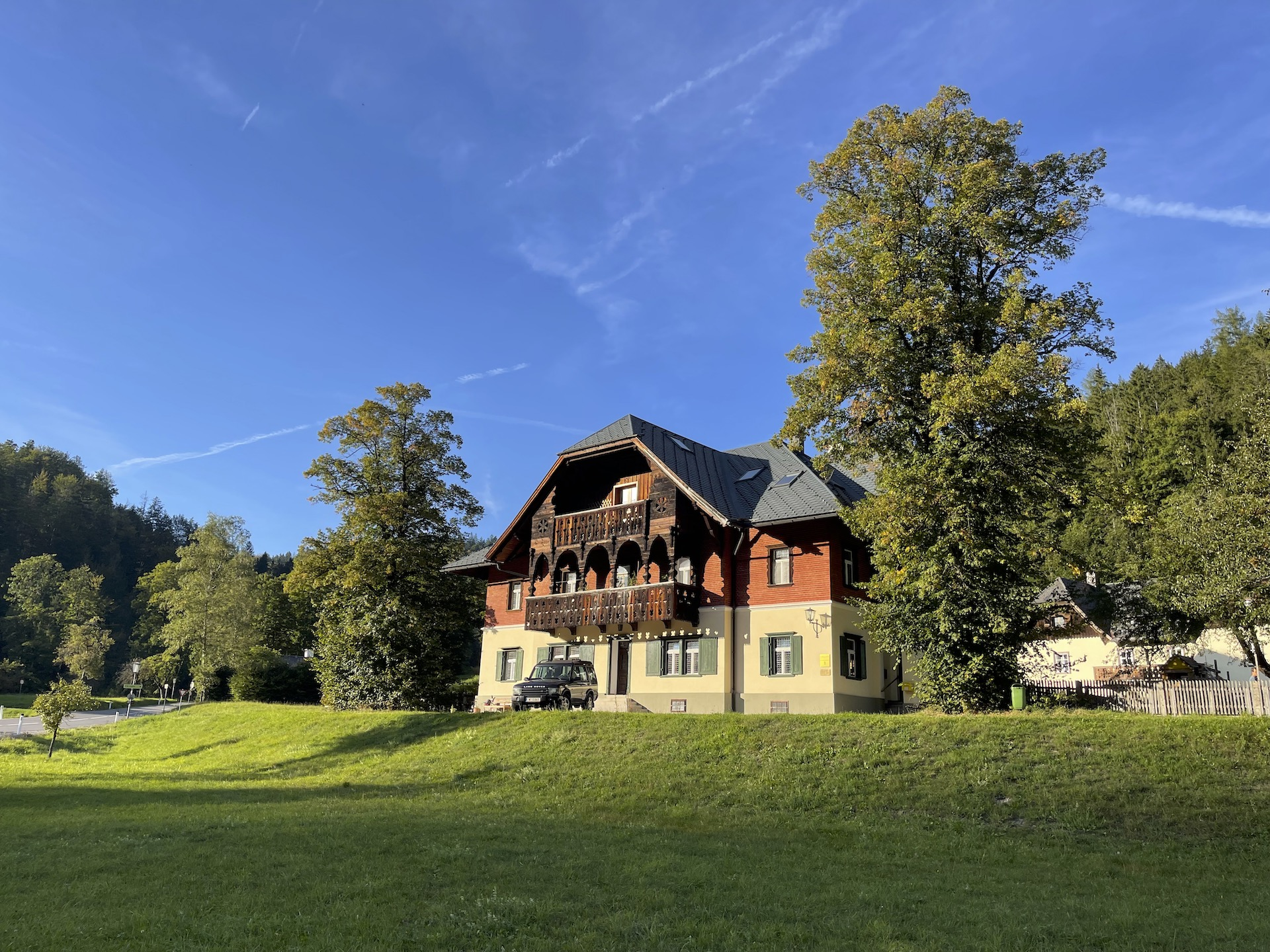
Maierhöfen 2

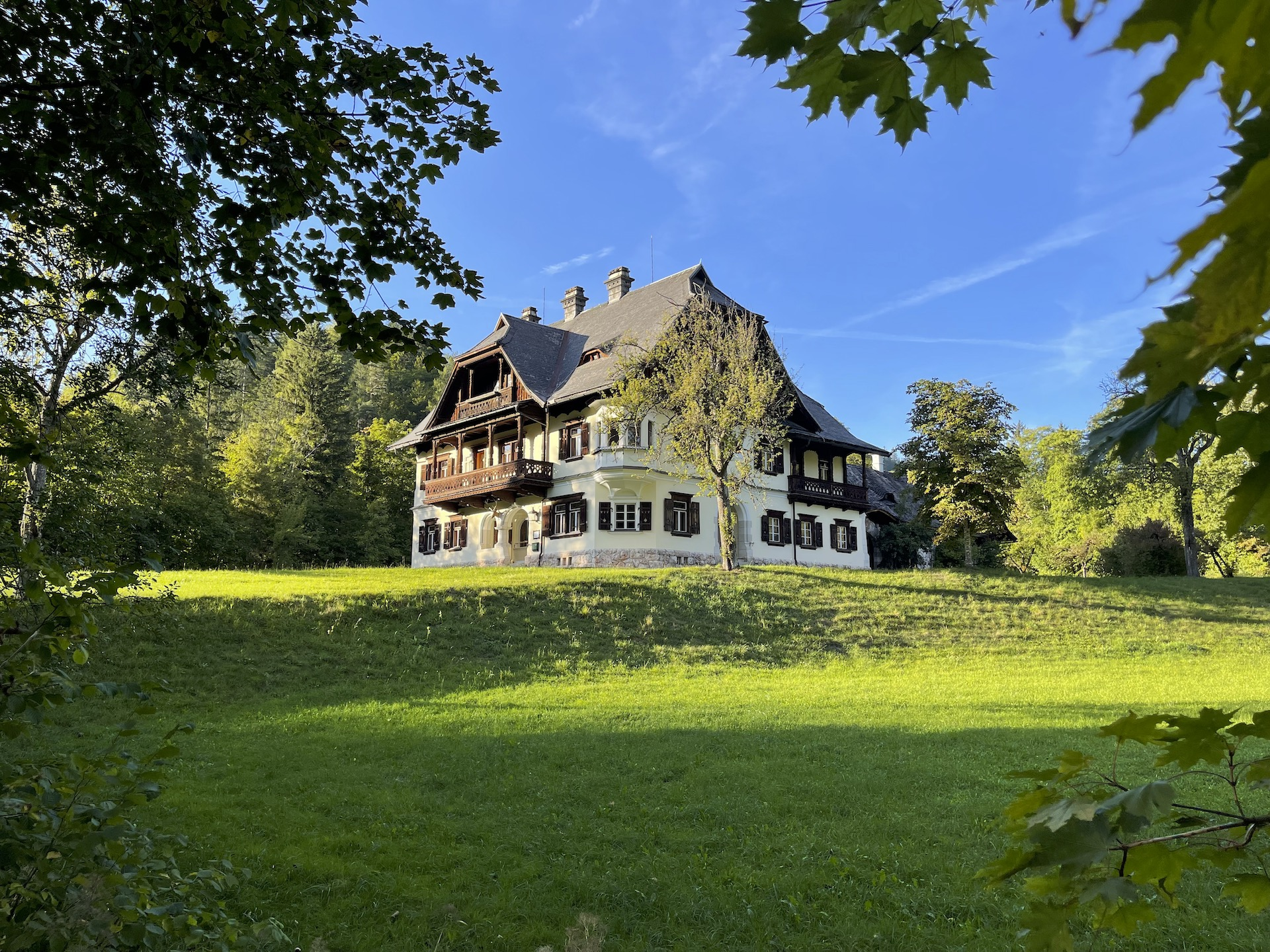
Maierhöfen 1

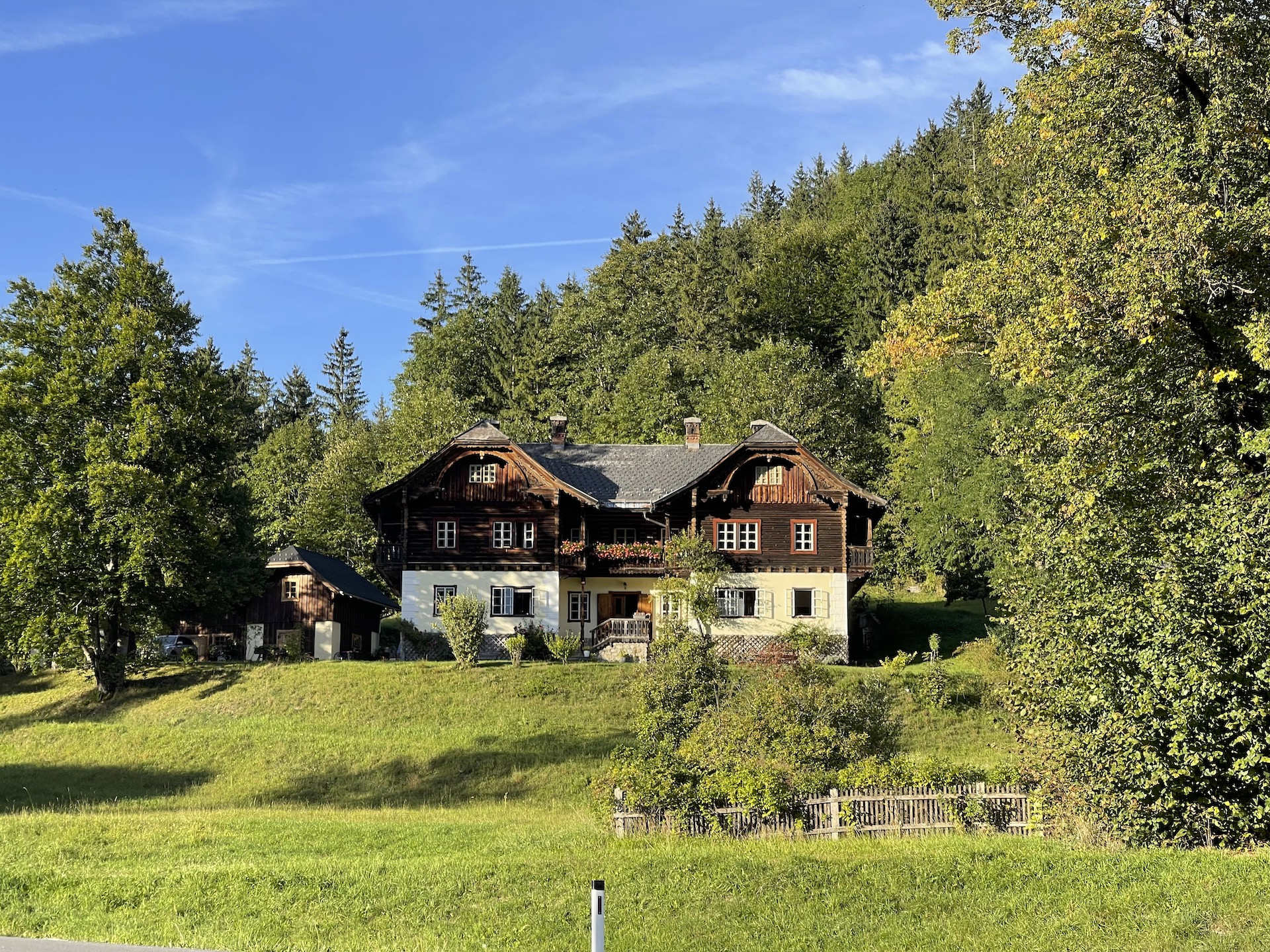
Am Radlweg 3